# امبانجا
امبانجا (به لاتین: Ambanja) یک شهر در ماداگاسکار است که در دیانا (ماداگاسکار) واقع شده‌است.

## خصوصیات
امبانجا ۲۸٬۴۶۸ نفر جمعیت دارد و ۲۷ متر بالاتر از سطح دریا واقع شده‌است.